# Gmina Jadów
Die Gmina Jadów ist eine Stadt-und-Land-Gemeinde im Powiat Wołomiński der Woiwodschaft Masowien in Polen. Sie hat etwa 7350 Einwohner und ihr Sitz ist die gleichnamige Kleinstadt mit etwa 920 Einwohnern.

## Geographie

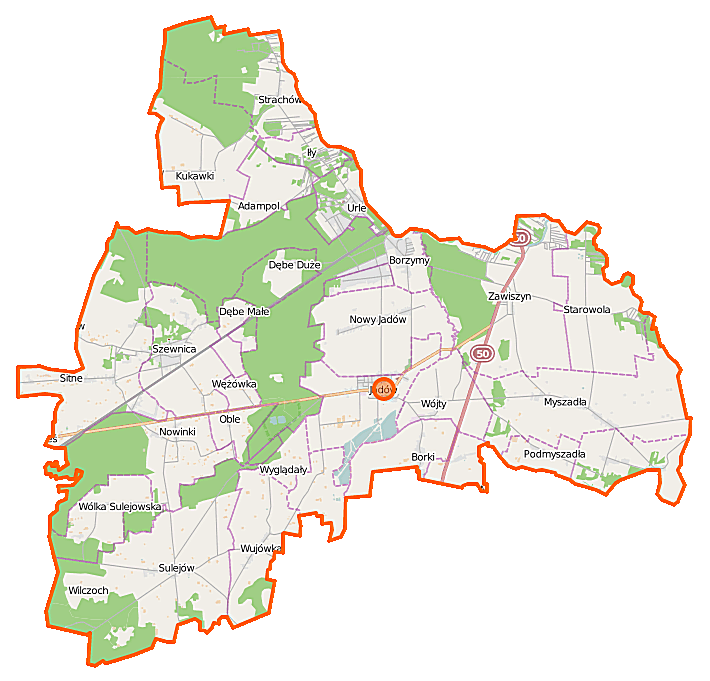
Karte der Gemeinde

Die Gemeinde liegt im Osten der Woiwodschaft. Die Hauptstadt Warschau liegt etwa sechzig Kilometer südwestlich, Siedlce siebzig Kilometer südöstlich und die Kreishauptstadt Wołomin zwanzig Kilometer südwestlich. Nachbargemeinden sind im Powiat Wyszkowski Zabrodzie im Nordwesten und Wyszków im Norden, im Powiat Węgrowski Łochów im Nordosten und Korytnica im Südosten sowie im Powiat Wołomiński Strachówka im Süden und Tłuszcz im Südwesten.
Die Gemeinde hat eine Flächenausdehnung von 116,8 km², 63 Prozent werden landwirtschaft- und 29 Prozent forstwirtschaftlich genutzt.

## Geschichte

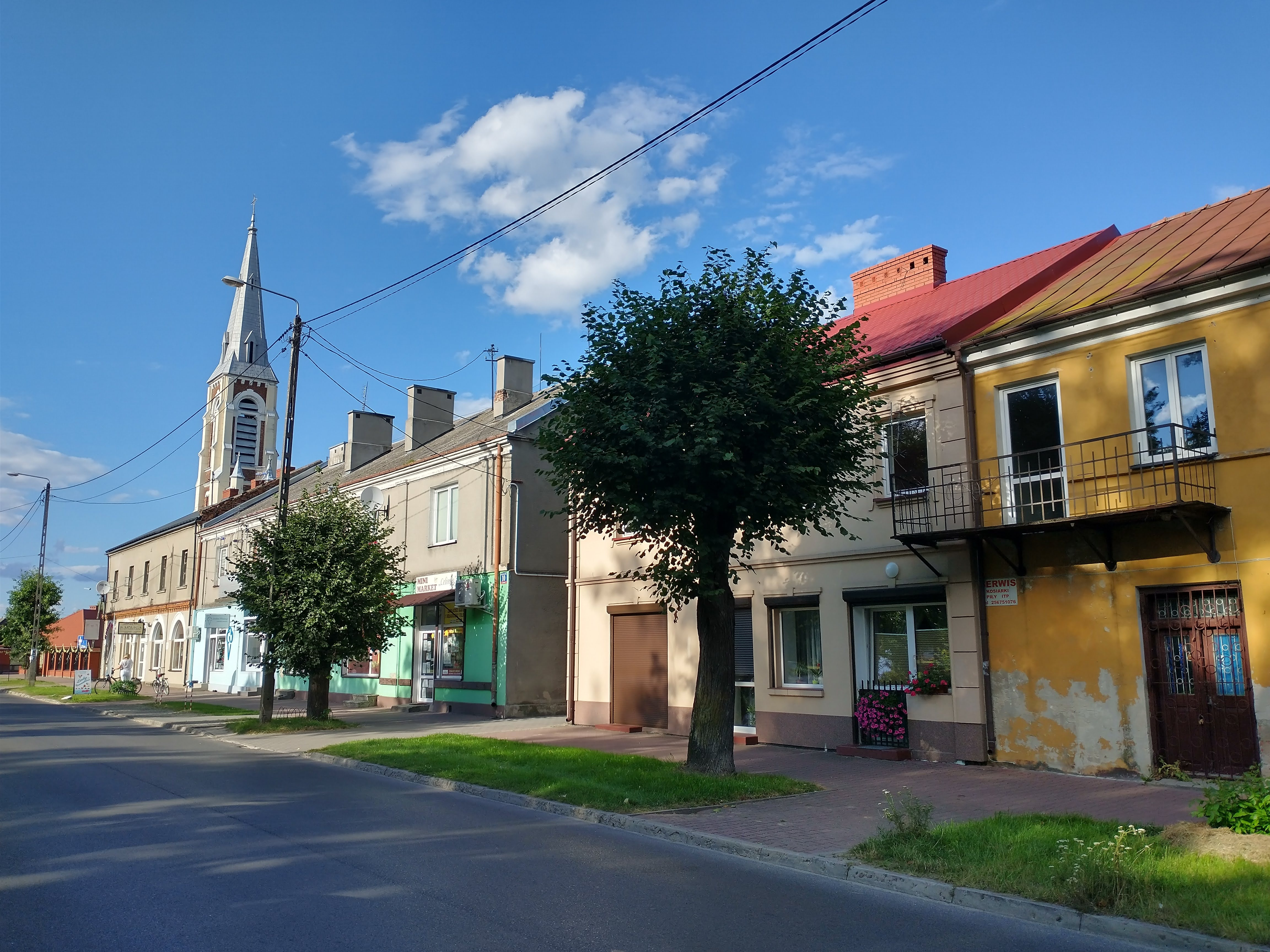
Ansicht der Stadt Jadów (2020)

### Verwaltungsgeschichte
Die Landgemeinde Jadów war von 1954 bis 1972 in Gromadas aufgelöst. Von 1975 bis 1998 war der Powiat aufgelöst und die Gemeinde kam zur Woiwodschaft Siedlce. Zum 1. Januar 1999 kam die Gemeinde wieder zum Powiat Wołomiński der Woiwodschaft Masowien. Zum 1. Januar 2023 erhielt Jadów die 1870 entzogenen Stadtrechte zurück und die Gemeinde bekam den Status einer Stadt-und-Land-Gemeinde.
Die Arbeitslosigkeit lag zum Jahresende 2021 mit 13,0 Prozent weit über der des Landes (5,4 %) und der Woiwodschaft (4,6 %).

### Einwohnerzahlen
Die Einwohnerzahl der Gemeinde ist von 8185 (1995) auf 7358 (2021) nahezu kontinuierlich gesunken (Stand: jeweils 31. Dezember):
1995: 8185
2000: 7826
2005: 7734
2010: 7568
2015: 7612
2020: 7433

## Gliederung
Zur Stadt-und-Land-Gemeinde Jadów gehören die Stadt selbst und 27 Dörfer mit den folgenden Schulzenämtern (sołectwa):
Jadów
Adampol
Borki
Borzymy
Dębe Małe
Dębe Wielkie
Dzierżanów
Iły
Kukawki
Myszadła
Nowinki
Nowy Jadów
Nowy Jadów-Letnisko
Oble
Podbale
Podmyszadła
Sitne
Starowola
Strachów
Sulejów
Szewnica
Urle
Warmiaki
Wójty
Wólka Sulejowska
Wujówka
Wyglądały
Zawiszyn
Ein kleinerer Ort ohne Schulzenamt ist Wężówka.

## Bildung
Die Gemeinde unterhält fünf Grundschulen (Szkoła Podstawowa) in Jadów (180), Myszadła (86), Nowinki (49), Szewnica (68) und Urle (107 Schüler) sowie ein Liceum mit 152 Schülern in Urle. In Jadów und Urle bestehen zwei öffentliche Kindergärten (Przedszkole) mit insgesamt 120 Kindern (Stand: jeweils 2021).
Die Zahl der Gemeindebibliotheken wuchs von zwei im Jahr 2008 auf fünf im Jahr 2021. Sie waren in diesem Jahr mit 40.584 Medieneinheiten ausgestattet und hatten neun Angestellte.

## Verkehr
Die Landesstraße DK50 führt von Mińsk Mazowiecki nach Brok. Die Woiwodschaftsstraße DW636 führt von Wola Rasztowska an der Schnellstraße S8 über Jadów nach Zawiszyn an der DK50.
Die Bahnstrecke Zielonka–Kuźnica Białostocka der ehemaligen Petersburg-Warschauer Eisenbahn führt von Warschau über Białystok nach Belarus. Auf Gemeindegebiet bestehen die Stationen Szewnica und Urle. Der nächste Bahnhof mit Anbindung an das Intercitynetz der PKP ist die Stadt Łochów in der Nachbargemeinde.
Der nächste internationale Flughafen ist Warschau.